# Bernardo Miguens
Bernardo Miguens (Buenos Aires, 2 de febrero de 1959–Pinamar, 28 de enero de 2017) fue un contador público y jugador argentino de rugby que se desempeñó como fullback. Fue internacional con los Pumas de 1983 a 1987.

## Biografía
Miguens pereció por las heridas ocasionadas que sufrió tras ser golpeado por una ola en el mar. Fue trasladado de urgencia en helicóptero al Hospital Británico de Buenos Aires donde falleció.

## Selección nacional
Rodolfo O'Reilly lo convocó a los Pumas para enfrentar a World XV, debutó como titular porque en los entrenamientos le ganó el puesto a Martín Sansot quien era su ídolo.
Su último partido lo jugó contra el XV del León y les marcó su único try con el seleccionado.
En total disputó 12 partidos (todos como titular) y marcó un try (4 puntos).

## Palmarés
- Campeón del Campeonato Argentino de Rugby de 1983, 1984 y 1986.